# 老龙头桥

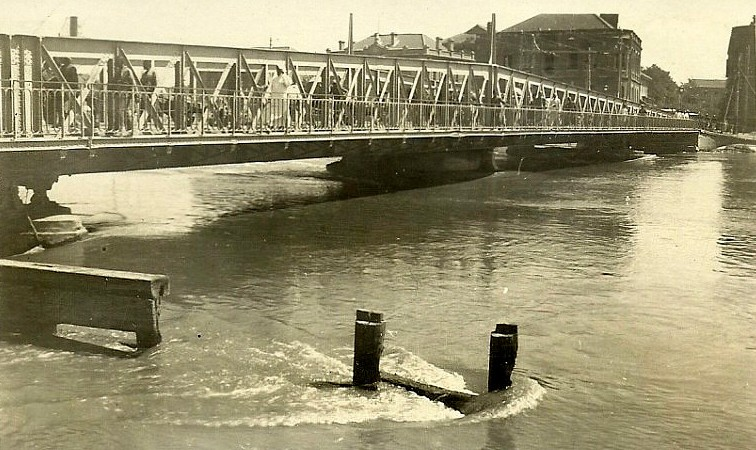
老龙头桥旧影

老龙头桥又称老龙头铁桥，是清朝和中华民国时期天津海河上的一座桥梁建筑。其前身为建于十九世纪的老龙头浮桥，清光绪二十九年十一月（1904年11月）改建成铁桥。老龙头桥位于原天津法租界和老龙头火车站之间的海河上，1927年，因西面的万国桥建成，老龙头桥被拆除，不复存在。

## 名称
老龙头桥名称来源于所处的海河老龙头河湾。老龙头河湾为清朝乾隆皇帝御赐。清光绪十七年（1891年5月），新建成的老龙头火车站也以此命名。

## 历史
老龙头铁桥的前身为老龙头浮桥，建于十九世纪天津开埠之后。清光绪十七年（1891年5月），老龙头火车站建立，老龙头浮桥成为沟通老龙头车站和天津俄租界与天津英租界和天津法租界的交通枢纽。1902年，天津法租界当局感到天津法租界与老龙头火车站之间的交通不便，就要求当时的清政府修建铁桥，以便通行。而当时管理天津的机构天津都统衙门当即批准建桥的请求并承担全部费用。老龙头铁桥的建设工程由法国费福林公司承包，费用约为二十五万法郎。清光绪二十九年（1904年1月9日），老龙头铁桥举行了竣工典礼，铁桥桥身设有四孔，采用变高度的连续钢桁架，中间设有两孔，桥宽8.4米，为平移开启式跨桥，在当时，当时天津电车电灯股份有限公司旗下的蓝牌有轨电车线路贯穿此桥。老龙头铁桥在当时应该是袁世凯“新政”与天津各租界政府合作的产物之一，所以，老龙头铁桥曾被当时驻天津的外国人称为“国际桥”。1906年，老龙头浮桥废弃。二十世纪二十年代中期，因“天津商业发达，交通繁盛，该桥狭窄，时极拥挤”，因此老龙头铁桥耗损严重，建设新桥的计划提上日程。1926年，当时的天津法租界工部局在老龙头铁桥西面主持修建一座悬臂式开启桥，该桥由天津海河工程局参与审核，达德与施奈公司承建。1927年10月18日，西侧的万国桥建成，老龙头铁桥被拆除，拆除费用为白银39万两。 因为老龙头铁桥与万国桥时间上有继承关系并且位置很近，所以一般称老龙头铁桥为万国桥的前身。

## 内部链接
- 万国桥